# Xã Sherman, Quận Kossuth, Iowa
Xã Sherman (tiếng Anh: Sherman Township) là một xã thuộc quận Kossuth, tiểu bang Iowa, Hoa Kỳ. Năm 2010, dân số của xã này là 175 người.